# Thuyền máy

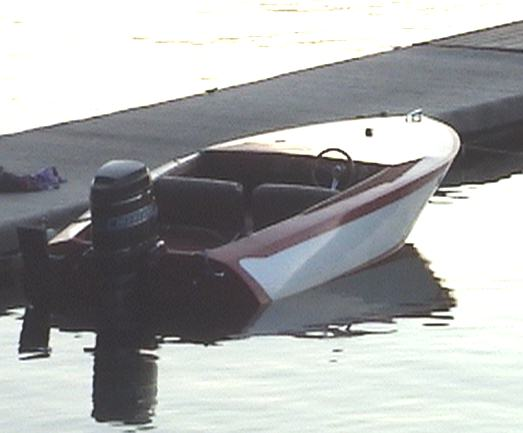
Một chiếc thuyền máy

Thuyền máy là một phương tiện giao thông đường thủy, chuyển động thông thường nhờ máy đẩy, để chở người và hàng hoá, có thể được chuyển chở nâng lên, hạ xuống từ tàu. Đôi khi người ta cũng sử dụng thêm mái chèo hay căng buồm để phòng khi máy đẩy gặp sự cố. 
Một số loại thuyền máy thông dụng hiện nay:
- Xuồng máy:
- Ghe máy:
- Vỏ lãi hay tắc ráng: Thông dụng tại miền Tây Nam Bộ
- Ca nô: Thuyền máy cỡ nhỏ, mạn cao, có buồng máy, buồng lái, dùng chạy trên quãng đường ngắn.